# 桑托德
46°52′18″N 17°54′46″E / 46.8716075°N 17.9126455°E
桑托德，是匈牙利绍莫吉州所辖的一个村。总面积7.60平方公里，总人口374，人口密度49.2人/平方公里（2011年1月1日）。